# Heliodor Doblinger
Heliodor Doblinger (* 22. Jänner 1972 in Salzburg) ist ein österreichischer autodidaktischer Künstler, der sich der Art brut zurechnen lässt.

## Leben
Heliodor Doblinger wurde in Salzburg geboren und lebte bereits in früher Kindheit ab 1976 im Institut Hartheim für Menschen mit kognitiver und mehrfacher Beeinträchtigung im oberösterreichischen Alkoven. Er kommuniziert mit seinen Mitmenschen mit einzelnen Wörtern, Lauten, körpersprachlich und durch seine Bilder. In seinem Wohn- und Arbeitsumfeld gilt er als sehr zurückgezogen und sensibel, „mit einer blühenden Phantasie“.
Ab 1992 arbeitete er als bildender Künstler im angeschlossenen Atelierhaus Neuhauser Stadel, das er zweimal in der Woche besuchte. Am 17. Februar 2016 hörte er überraschend auf zu malen. Um oder nach 2016 erfolgte auch der Umzug in eine neue Wohngruppe in Neuhofen an der Krems. Dort besucht er ein „sinnstiftendes Beschäftigungsangebot im Rahmen Fähigkeitsorientierter Aktivität“ im nahegelegenen Marchtrenk.

## Werk
Die menschliche Figur, die Doblinger in verschiedenen Situationen darstellt, ist das vorherrschende und bestimmende Motiv in seinen mit Geduld und Genauigkeit gefertigten frühen Zeichnungen. Er „ist ein Geschichtenerzähler, der seine Gedanken differenziert und nicht selten durch Verfremdung und Übersteigerung zum Ausdruck bringt“. Oft arrangierte er kleine Plastikfiguren, wie „Puppen, Playmobilmännchen, zusammengebaute Miniaturgegenstände aus Überraschungseiern“ zu Gruppen, die sich in den Bildern widerspiegeln. Auch das Schloss Hartheim und grasende Ziegen, die Doblinger auf dem Weg von seiner Wohngruppe zur Malwerkstatt mehrmals in der Woche passierte, fanden vermutlich einen Niederschlag in seinen Werken. Daneben finden sich in seinen Arbeiten auch unterschiedliche Objekte des Alltags. und „gebäudeartige Strukturen mit eindringlichen Farben und Rasterungen“.
Während die frühen Zeichnungen aus dem Jahr 1995 strahlend bunt mit einem „Gewimmel von Figuren“ waren, zeigen die Werke aus dem Jahr 2012 „reduziertere Gebilde“, „die in dunklen Farben wie Schattenrisse aufs Papier gesetzt wurden“. In späteren Bildern aus dem Jahr 2015 scheint er „seine ganz eigenständige Formensprache gefunden zu haben: Die ovalen Gebilde mit gitterartigen Mustern sind wieder farbenfroher als noch vor wenigen Jahren und scheinen – trotz jeder fehlenden Ähnlichkeit mit menschlichen Figuren – in Beziehung zueinander zu stehen“.
Doblinger arbeitete meist auf kleinformatigem Papier mit Blei- und Farbstiften sowie mit Kugelschreiber, teilweise mit so großem Farbauftrag, „dass das Papier unweigerlich an Plastizität gewinnt, sich hebt, wölbt und auflöst“. Zwischen 1992 und 2016 entstanden über 150 Arbeiten.
2002 wurde Doblinger mit dem Kunstpreis Euward ausgezeichnet. 2022 würdigte Daniela Emminger Heliodor Doblinger mit ihrem Buch 1/Duett.

## Ausstellungen
Doblingers Bilder wurden unter anderem im Kleisthaus in Berlin, im Museum Fünf Kontinente in München, in der Landesgalerie Linz, dem Bischofshof Linz und der Säulenhalle des Parlamentsgebäudes in Wien ausgestellt. Eine Zeichnung von ihm ist Teil der künstlerischen Gestaltung der Kapelle des 2006 geschaffenen Seelsorgezentrums Elia der Pfarrkirche Solarcity in der SolarCity Linz.
Auswahl
- 2024: Richtige Kunst. Maerz Galerie, Linz (Gruppenausstellung)[15]
- 2023: Einzelausstellung. Bischofshof Linz (kuratiert von Hubert Nitsch, Diözesankonservator und Kunstreferent der Diözese Linz)[16]
- 2022: Sicht:Wechsel. Schlossmuseum Linz (kuratiert von Kristiane Petersmann, Gabriele Spindler) (Gruppenausstellung)[17]
- 2016: Geschenk der Sonne. Galerie Kulturformen, Linz (Einzelausstellung)[10]
- 2014: Häuser, Damen, Synapsen. Zeichnungen und Malereien von Heliodor Doblinger, Franz Scharinger und Andreas Maurer. Atelier 10, Wien[9]
- 2012: I R R . R E L E VA N T. Zur Frage des „Authentischen“ unterschiedlicher zeitgenössischer Kunstformen. Kunstmuseum Artemons, Hellmonsödt (Gruppenausstellung)[18]
- 2009: Hand in Hand. Kunstpfad Bischofstrasse, Linz (Gruppenausstellung)[19]
- 2003: Einheit mit Kunst - Kunst durch Einheit. Säulenhalle des Parlamentsgebäudes, Wien (Gruppenausstellung)[20]
- 2002: euward 2. Haus der Kunst, München[11]

## Veröffentlichungen / Literatur
- Euward 2: Uschi Pomp, Cécile Franceus, Heliodor Doblinger. Augustinum Stiftung, München 2002, ISBN 3000098283 (104 S., Ausstellungskatalog)
- Daniela Emminger, Heliodor Doblinger: 1/Duett. Verlag Bibliothek der Provinz, Wien 2022, ISBN 978-3-99126-123-0